# Presidente Dutra
Presidente Dutra là một đô thị thuộc bang Bahia, Brasil. Đô thị này có diện tích 243,922 km², dân số năm 2007 là 14112 người, mật độ 57,9 người/km².